# صالح الدين سلطان قدح
الأمين الكريم السلطان صالح الدين بن السلطان بدلي شاه (30 أبريل 1942 -) هو سلطان قدح التاسع والعشرون في ماليزيا. نُصَّب سلطاناً في 12 سبتمبر 2017، بعد وفاة أخيه الأكبر غير الشقيق السلطان عبد الحليم معظم شاه.

## سيرته
ولد ونشأ في ألور ستار في قدح. وهو التاسع من بين 14 شقيقًا، للسلطان بدلي شاه، سلطان قدح السابع والعشرين، وأمه أسماء بنت السلطان بدر العلم شاه أميرة ترغكانو من سلالة بندهارا.
تلقى تونكو صالح الدين تعليمه في مدرسة «ألور مراح ملايو» وتابع دراسته في كلية السلطان عبد الحميد. وتخرج في كلية الهندسة العسكرية في بونا في الهند.
بدأت تونكو صالح الدين الانخراط في المهن العسكرية عندما خضع للتدريب في الأكاديمية العسكرية الهندية في دهرادون من 23 يوليو 1962 إلى 30 يونيو 1963. ثم عُيِّن ملازمًا مبتدئًا في 23 أكتوبر 1963.وفي 12 فبراير 1964 عُيِّن ملازمًا وتمركز مع الكتيبة الثانية من فوج الملايو الملكي في كلنتن. ثم رُقى فيما بعد إلى رتبة عقيد. خلال خدمته، شارك تونكو صالح الدين في العديد من العمليات الأمنية في المناطق الحدودية مع تايلاند.

## تمنغكونغ قدح
تقلد تونكو صالح الدين منصب تمنغكونغ قدح في 28 نوفمبر 1981. وأصبح أحد أعضاء مجلس الوصاية عندما شغل أخوه الأكبر، السلطان عبد الحليم معظم شاه منصب يانغ دي برتوان أغونغ من عام 2011 إلى عام 2016، وترأس هذا المجلس بعد وفاة شقيقه الأكبر تونكو أنور في 2014.

## راجا مودا قدح
تقلد تونكو صالح الدين منصب راجا مودا قدح في 15 ديسمبر 2016. حل محل تونكو عبد الملك الذي توفي لأسباب طبيعية في 29 نوفمبر 2015 في مستشفى سلطانة بهية في ألور ستار. بصفته رجا مودا، شغل تونكو صالح الدين عددًا من المناصب المهمة بما في ذلك منصب مستشار كلية العلوم الطبية بجامعة سيبرجايا ورئيس مجلس قدح الديني الإسلامي.

## سلطان قدح
أصبج تونكو صالح الدين سلطان قدح التاسع والعشرين في 12 سبتمبر 2017. خلف أخيه غير الشقيق السلطان عبد الحليم معظم شاه، بعد وفاة الأخير في 11 سبتمبر 2017. وعمره 75 عامًا، وكان حينئذٍ أكبر ملك مُتوج في جنوب شرق آسيا، متجاوزًا الملك فاجيرالونجكورن ملك تايلاند الذي اعتلى العرش قبله بـ 11 شهرًا عن عمر يناهز 64 عامًا. وهو أيضًا ولي العهد الأقصر خدمة لمدة 8 أشهر و28 يومًا فقد قبل صعوده إلى العرش. تم تنصيبه رسميًا كسلطان في 22 أكتوبر 2018 وحصل على لقب الأمين الكريم في حفل متلفز.
حضر الحفل ولي عهد بروناي الأمير المهتدي بالله وزوجته الأميرة سارة نيابة عن السلطان حسن البلقية ورئيس وزراء ماليزيا آنذاك الدكتور مهاتير محمد.
وفقًا لمهامه كسلطان ورئيس ولاية قدح، فهو يشغل حاليًا منصب العقيد العام لفوج الملايو الملكي.

## أسرته
تزوج تونكو صالح الدين من تونكو مليحة في 5 نوفمبر 1965 ولديهما ولدان:
- تونكو شرف الدين بدلي شاه، ولي عهد قدح الحالي
- تونكو شاز الدين عارف.